# Hortipes bjorni
Hortipes bjorni là một loài nhện trong họ Corinnidae.
Loài này thuộc chi Hortipes. Hortipes bjorni được miêu tả năm 2000 bởi Bosselaers & Rudy Jocqué.